# Casa a l'avinguda Isaac Albéniz, 23 (Tiana)
La casa a l'avinguda Isaac Albéniz, 23 és una casa modernista de Tiana (Maresme) inclosa a l'Inventari del Patrimoni Arquitectònic de Catalunya.

## Descripció
Edifici civil, la casa està formada per una planta baixa i un pis, i coberta per una teulada a dos vessants amb el carener perpendicular a la façana. En destaquen especialment les obertures del pis, ja que la planta baixa ha estat molt malmesa amb les reformes posteriors. Hi sobresurt la balconada central, que de la mateixa manera que les finestres laterals està decorada amb baranes treballades amb traceria de pedra, d'un estil modernista molt freqüent entre l'arquitectura local. Cal remarcar-ne també els guardapols i els elements florals situats damunt les obertures, així com el coronament superior que amaga la teulada al darrere, format per una gran línia ondulada.